# Modraszek ikar

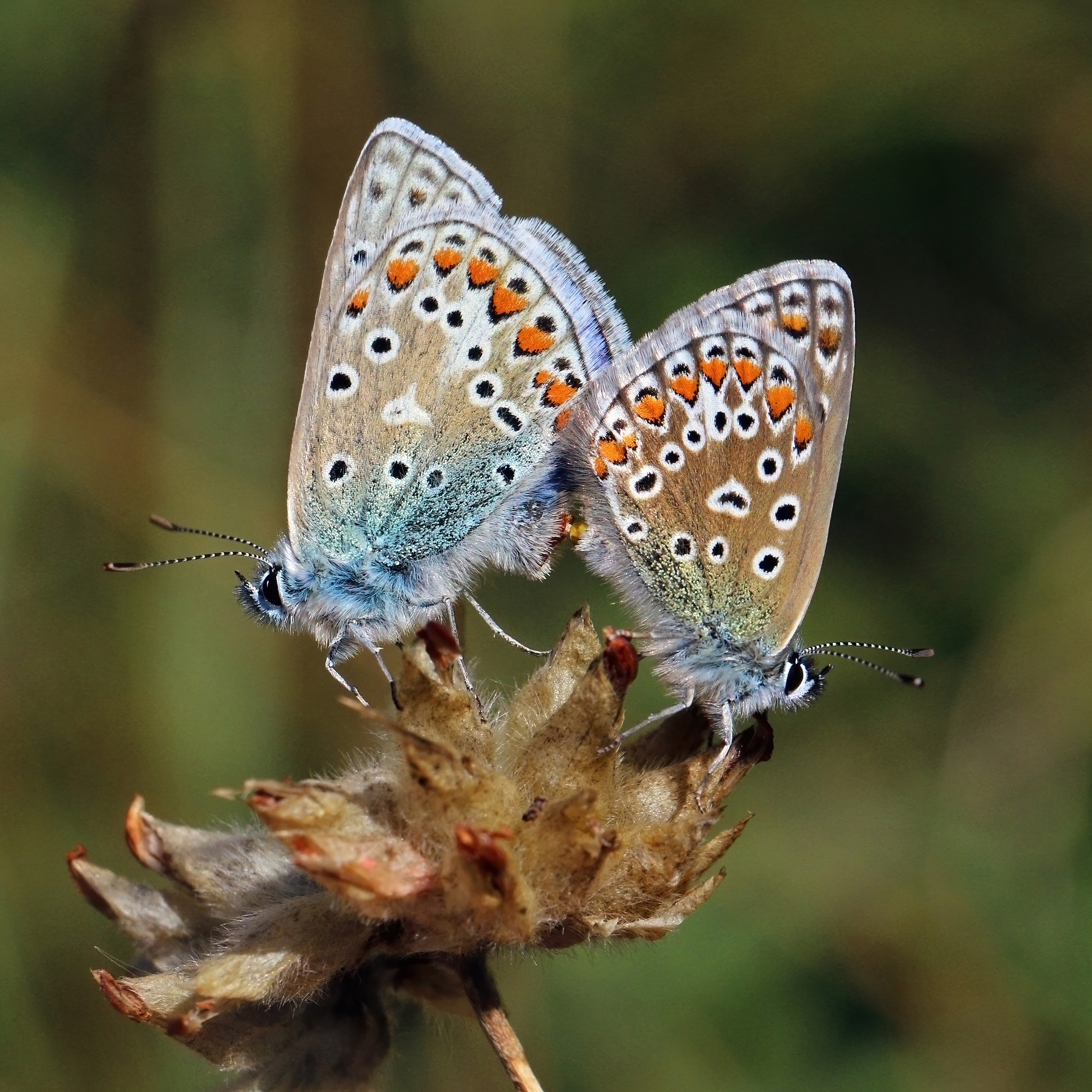
Polyommatus icarus, samiec (na lewo) i samica (na prawo), Yoesden Bank, Buckinghamshire

Modraszek ikar, modraszek lazurek (Polyommatus icarus) – gatunek motyla dziennego z rodziny modraszkowatych (Lycaenidae). 
Łacińska nazwa rodzajowa oznacza „wiele oczu” w nawiązaniu do ciemnych plamek na spodzie skrzydeł, a epitet gatunkowy pochodzi od postaci z mitologii greckiej – Ikara.

## Cechy
Skrzydła o rozpiętości 28–32 mm. Wyraźnie zaznaczony dymorfizm płciowy. U samców wierzch skrzydeł błękitny (czasami z fioletowym odcieniem) z czarną, wąską obwódką na zewnętrznym brzegu skrzydeł. U samic skrzydła są ciemnobrunatne, często z silnym niebieskim nalotem, z rzędem pomarańczowych plamek przy zewnętrznym brzegu tylnego, a niekiedy i przedniego, skrzydła. Od podobnego modraszka lazurka (Polyommatus thersites) odróżnia się obecnością dwóch plam w nasadowej części spodu przedniego skrzydła.

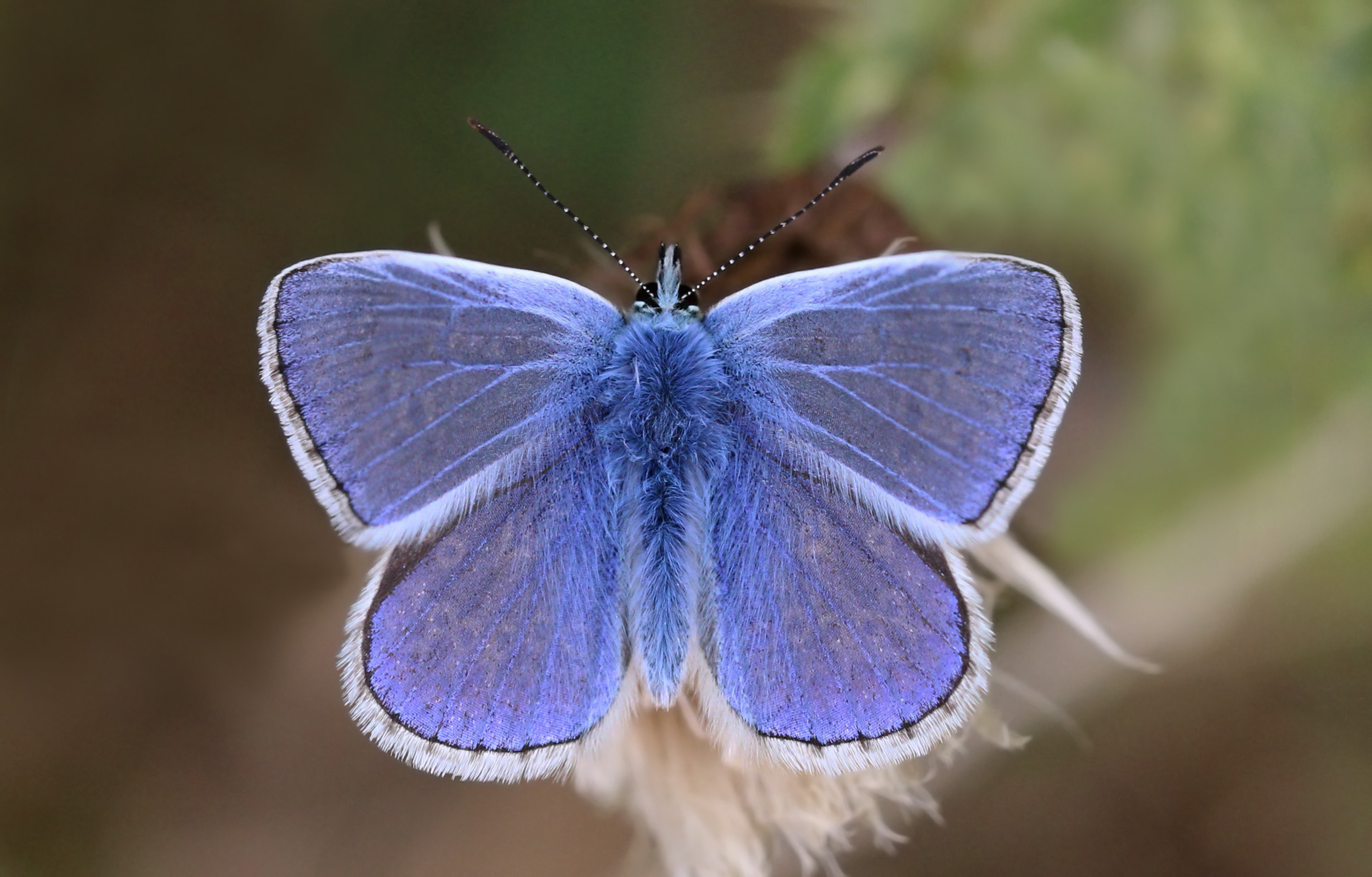
Samiec
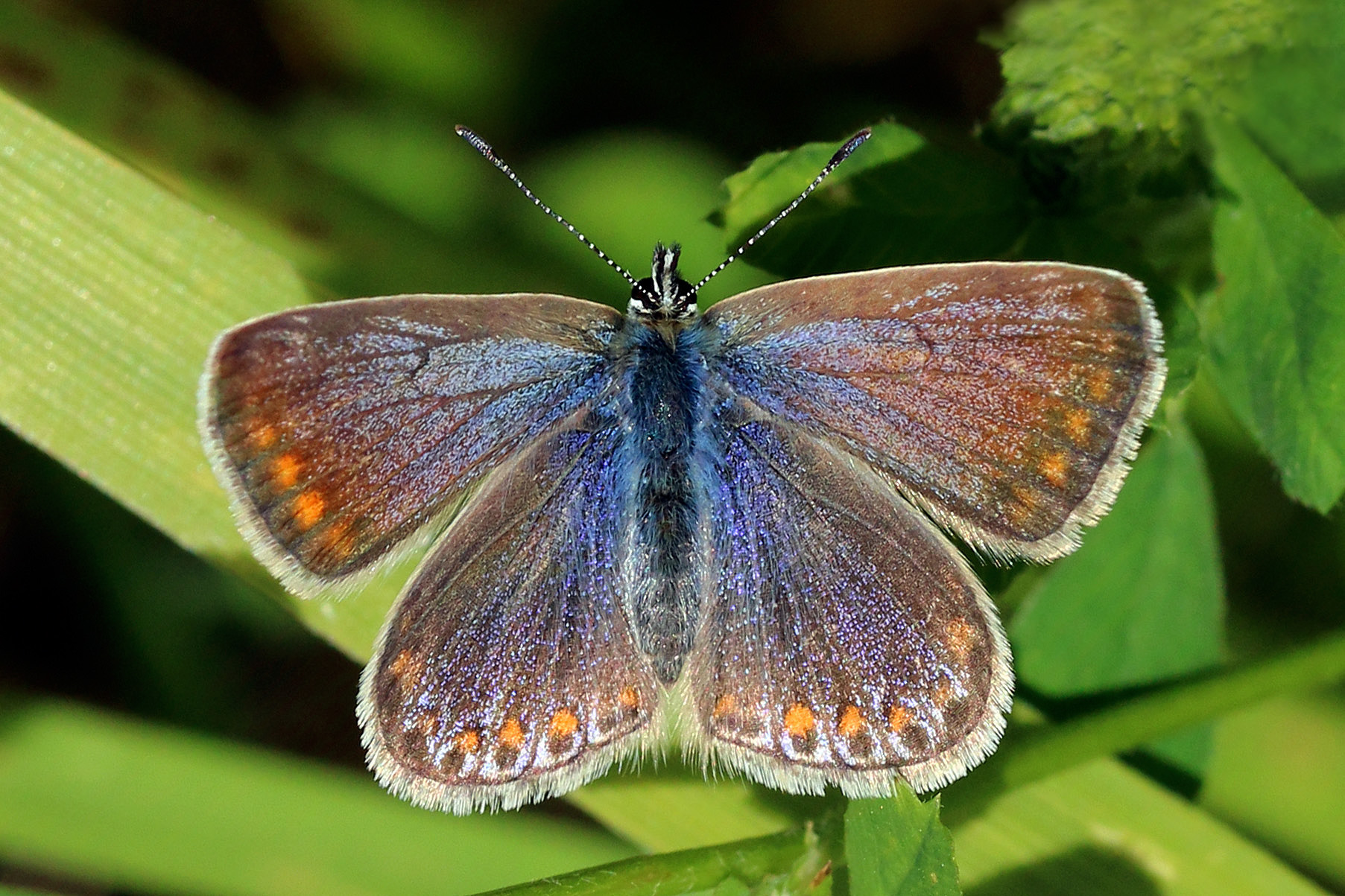
Samica
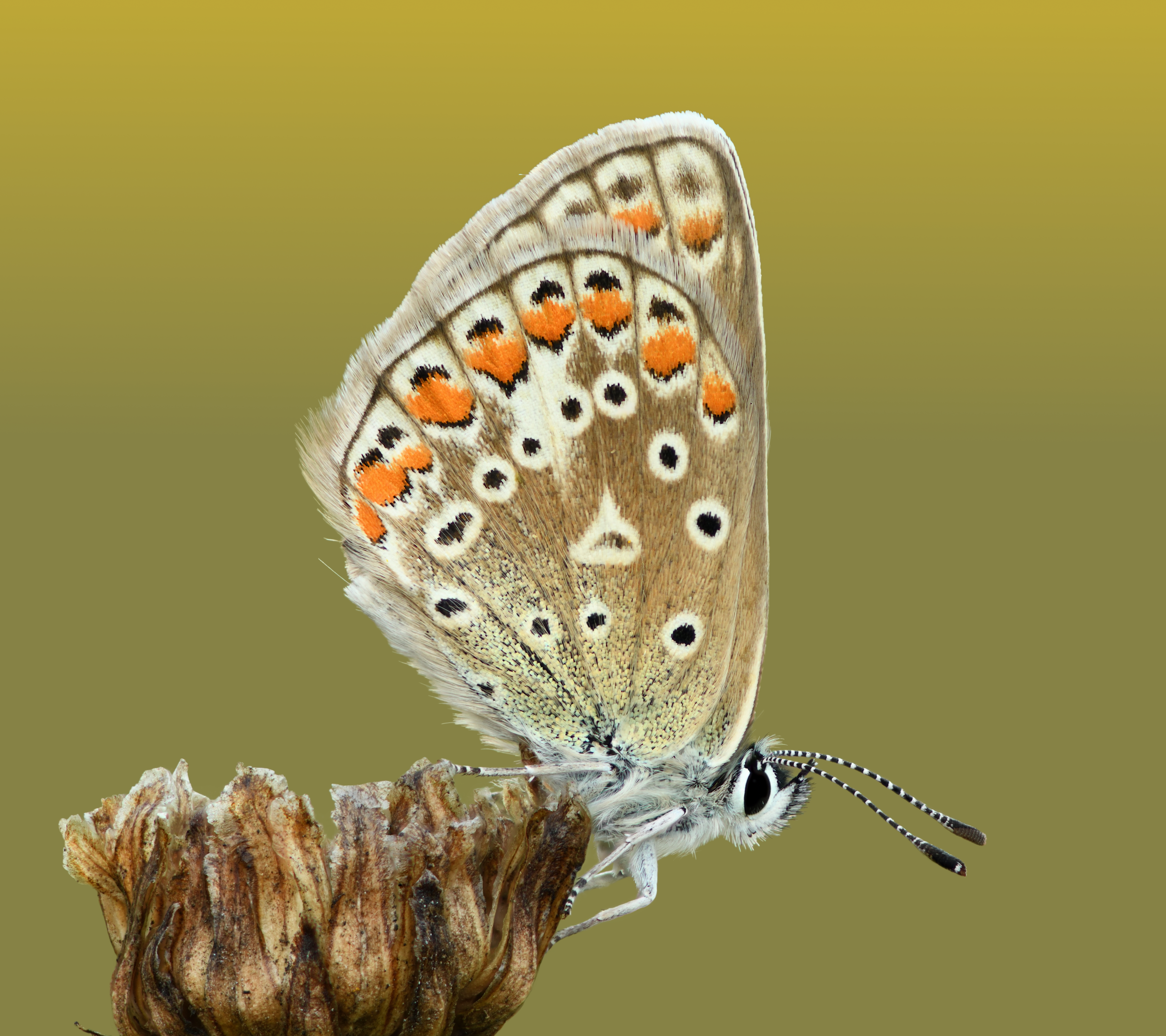
Samica
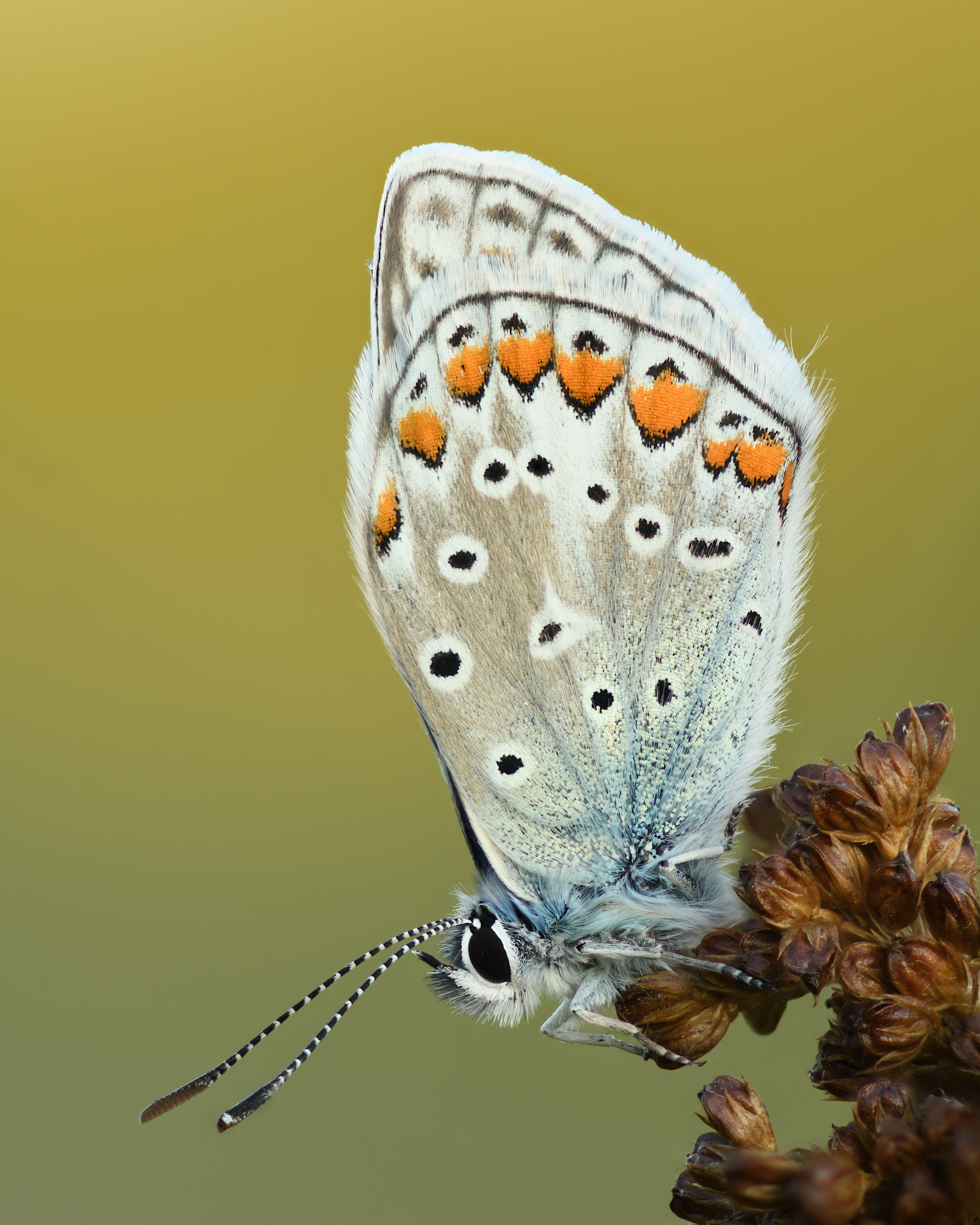
Samiec

## Rozmieszczenie geograficzne
Gatunek pospolity, zasiedlający niemal całą Palearktykę. Występuje od Afryki północnej na południu do Przylądka Północnego na północy i od Wysp Kanaryjskich na zachodzie po wybrzeże Oceanu Spokojnego na wschodzie.

## Środowisko
Różnego rodzaju środowiska otwarte: skraje pól, łąki, polany, ugory, tereny ruderalne, wszędzie gdzie występują rośliny żywicielskie.

## Biologia
Jaja składane są pojedynczo na liściach, pędach lub główkach kwiatowych roślin żywicielskich. Roślinami tymi są różne gatunki z rodziny bobowatych Fabaceae – głównie koniczyny, lucerny, komonicy, wilżyny. Owady dorosłe pojawiają się w dwóch pokoleniach: od połowy maja do końca czerwca i od połowy lipca do końca sierpnia. W ciepłe lata czasami rozwija się trzecie pokolenie, od początku września do początku października.